# Polarimetria a scansione laser
La polarimetria a scansione laser è una metodica diagnostica per immagini che sfrutta la polarizzazione della radiazione elettromagnetica per studiare lo spessore delle fibre nervose di cui è composto il nervo ottico.
La misurazione dello spessore delle fibre nervose è indiretta, in quanto analizza il ritardo che un fascio di luce acquisisce nell'attraversare i microtubuli, strutture birifrangenti presenti all'interno delle fibre nervose.
Può essere utilizzato nella diagnosi e nel follow-up del glaucoma, della vitiligine, della sclerosi multipla e della neuropatia ischemica del nervo ottico.